# 85320 Bertram
85320 Bertram este un asteroid din centura principală de asteroizi.

## Descriere
85320 Bertram este un asteroid din centura principală de asteroizi. A fost descoperit pe 4 martie 1995 la Tautenburg de Freimut Börngen. El prezintă o orbită caracterizată de o semiaxă mare de 2,65 ua, o excentricitate de 0,20 și o înclinație de 5,0° în raport cu ecliptica.